# ميل (عملة)
المِيلْ (بالإنجليزية الأمريكية) أو المِل (بالإنجليزية الكومنولثية، باستثناء كندا) وحدة عملة، تُستخدم في العديد من الدول كواحد من ألف من الوحدة الأساسية. يُرمز لها بالرمز ₥ (U+20A5 ₥ MILL SIGN)
في الولايات المتحدة، وحدة افتراضية تُعادل جزءًا من ألف دولار أمريكي (جزء من مائة من عشرة سنتات أو عُشر سنت). في المملكة المتحدة، اقتُرح استخدامها خلال عقود من النقاش حول النظام العشري كنظام. تقسيم الجنيه الإسترليني مع أن هذا النظام لم يُعتمد قط في المملكة المتحدة، إلا أن عملات بعض الأقاليم البريطانية أو الأقاليم البريطانية السابقة اعتمدته، مثل الجنيه الفلسطيني والليرة المالطية.
يأتي المصطلح من الكلمة اللاتينية "millesimum"، التي تعني "جزء من الألف".

## الاستخدام

### الولايات المتحدة

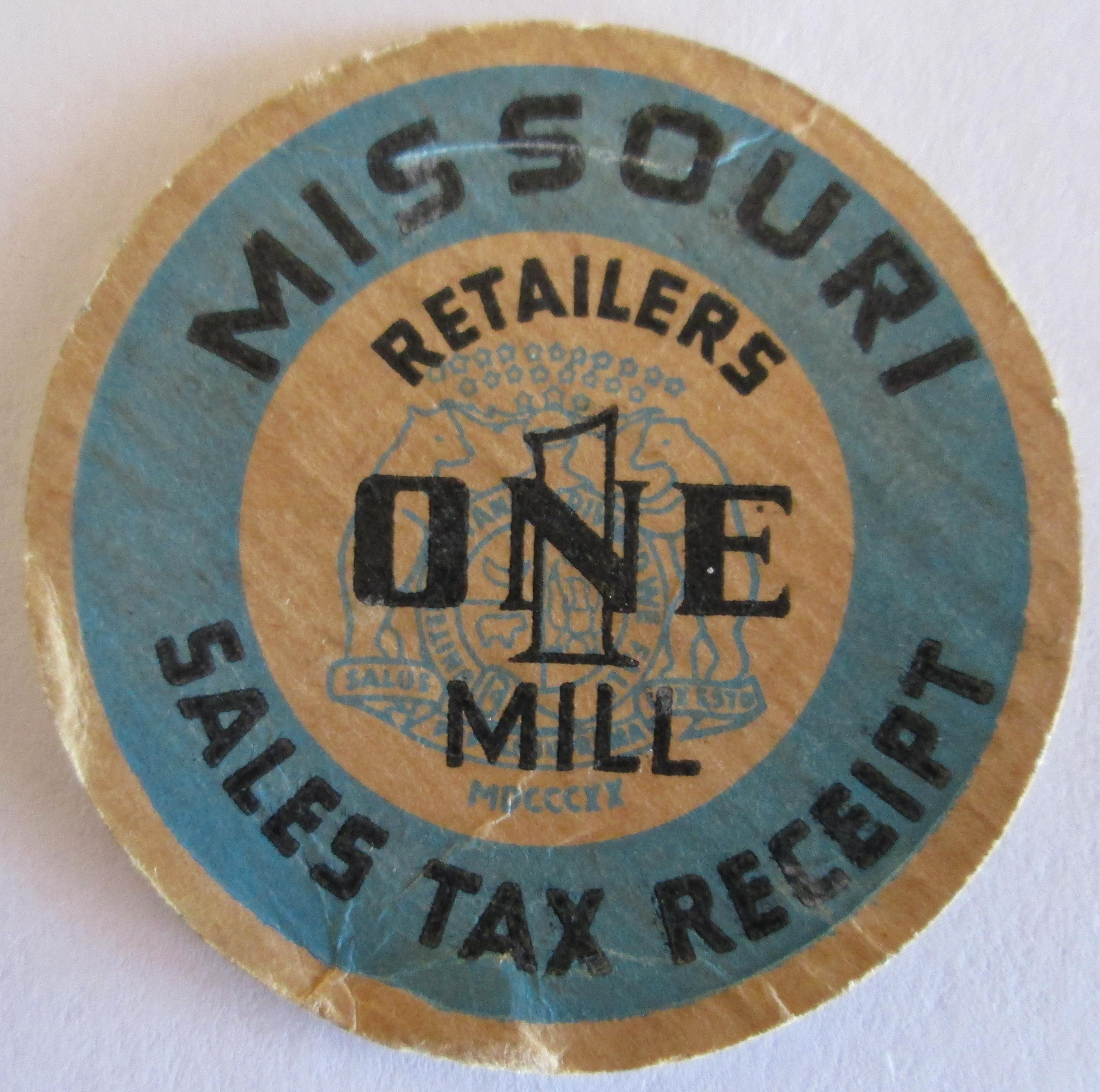
رمز ملي ميسوري

في الولايات المتحدة، استخدم المصطلح لأول مرة من قِبل الكونغرس القاري في عام 1786، حيث وصف بأنه "أقل مبلغ نقدي للحساب، ويساوي 1000 منه الدولار الفيدرالي".
يصف قانون العملة لعام 1792 الميلي والتقسيمات الفرعية الأخرى للدولار:
أن تكون وحدة النقد الرسمية في الولايات المتحدة معبّرًا عنها بـالدولارات أو الوحدات، والـ«دِسم» (dismes) أو الأعشار، والسنتات أو الأجزاء من مئة، والـ«ميل» (milles) أو الأجزاء من ألف؛ بحيث يكون الـ«دِسم» هو العُشر من الدولار، والسنت هو جزء من مئة من الدولار، والميل هو جزء من ألف من الدولار.
وأنه يجب حفظ جميع السجلات المحاسبية في الدوائر الحكومية، وكذا جميع الإجراءات القضائية في محاكم الولايات المتحدة وفقًا لهذا النظام.

أصدرت دار سك العملة الأمريكية في فيلادلفيا نصف سنت بقيمة 5 ميل لكل منها في الفترة من 1793 إلى 1857.
أصدرت بعض الولايات والحكومات المحلية (وبعض المصالح الخاصة) عملاتٍ بهذه الفئة لاستخداماتٍ مثل دفع ضريبة المبيعات. صُنعت هذه العملات من مواد رخيصة الثمن، مثل القصدير، الألمنيوم، البلاستيك، والورق. أدى ارتفاع التضخم إلى انخفاض قيمة هذه العملات مقارنةً بقيمة المواد المكونة لها؛ مما أدى إلى التخلي عنها في نهاية المطاف. ولم يُصنع أي منها تقريبًا بعد 1960.
اليوم، يشير معظم الأمريكيين إلى كسور السنت بدلاً من الميل، وهو مصطلح غير معروف على نطاق واسع. على سبيل المثال، إذا نُطق سعر البنزين البالغ 3.019 دولارًا للغالون كاملًا، فسيكون "ثلاثة دولارات وواحد وتسعة أعشار سنت" أو "ثلاثة <فاصلة> صفر-واحد-تسعة دولارات". عادةً ما تتضمن قسائم الخصم، كتلك الخاصة بمنتجات البقالة، في نصها الصغير عبارة مثل "القيمة النقدية أقل من..."واحد". هناك أيضًا حالات شائعة لخصومات "نصف سنت" على السلع المشترات بكميات كبيرة. ومع ذلك، لا يزال مصطلح "ميل" يُستخدم عند مناقشة الفواتير في قطاع الطاقة الكهربائية كاختصار لـ " كيلوواط/ساعة. يُستخدم المصطلح أيضًا بشكل شائع عند مناقشة أسعار الأسهم، وإصدار أسهم مؤسس الشركة، وضرائب السجائر.

#### ضريبة الأملاك
تُحسب ضرائب العقارات أيضًا بالميل لكل دولار مُقيّم (ضريبة الميل، والمعروفة على نطاق واسع في الولايات المتحدة باسم "معدل الميل"). على سبيل المثال، إذا كان معدل الميل 2.8 ₥، فإن منزلًا بقيمة 100٬000 دولار أمريكي سيُفرض عليه ضريبة (2.8 × 100,000) = 280,000₥ ، أو 280٫00 دولار أمريكي. يُكتب المصطلح عادةً "ميل" عند استخدامه في هذا السياق.
فيما يتعلق بضرائب الملكية، فإن "mil" هي أيضًا لغة عامية لمليون وحدة من العملة، وخاصة كمعدل معبر عنه لكل ألف "‰"، كمليون وحدة من العملة لكل مليار على المقياس الطويل للترقيم، أي 1,000,000 لكل 1,000,000,000 وحدة عملة من القيمة المقدرة على جميع الممتلكات الخاصة في جميع أنحاء "ساحة الميل" أو منطقة ضريبة الملكية.

#### تمويل
يُستخدم مصطلح "الميل" غالبًا في مجال التمويل، خاصةً فيما يتعلق بالبنية الدقيقة لسوق الأسهم. على سبيل المثال، الوسيط الذي يتقاضى 5 ملايين لكل سهم يحصل على 5 دولارات لكل 1000 سهم تتداول. بالإضافة إلى ذلك، في مجال التمويل، يُكتب المصطلح أحيانًا "mil". راجع نقطة الأساس.
بعض البورصات تسمح بحساب الأسعار بعشرة آلاف من الدولار (29.4125 دولار أمريكي = 29,412.5 ₥ مثلاً). يُطلق على هذا الرقم الأخير أحيانًا اسم "ديسيميل" أو "ديسي ميل"، ولا تعترف أي بورصة بهذا المصطلح رسميًا.

#### خيالي
قدّم مارك توين وصفًا خياليًا للميل في روايته "يانكي كونيتيكت في بلاط الملك آرثر" الصادرة عام 1889. عندما أدخل هانك مورغان، المسافر عبر الزمن الأمريكي، العملة العشرية إلى بريطانيا في عهد الملك آرثر، جعلها تُقوّم بالسنتات، الميل، و"الميلراي"، أو أعشار الميل (ربما استوحى الاسم من كلمة "ميرياد"، التي تعني عشرة آلاف، أو من المليريس البرتغالية والبرازيلية).

### كندا
في كندا، يُعد نظام معدل الضريبة المطبق على العقارات أساسيًا لحساب ضرائب العقارات على مستوى البلديات، إذ يعكس مبلغ الضريبة لكل 1000 دولار أمريكي من قيمة العقار المُقيّمة. تُحدد البلديات معدلات الضريبة المطبقة سنويًا بناءً على احتياجات الميزانية للخدمات العامة، مثل التعليم، البنية التحتية، الرعاية الصحية، وإنفاذ القانون.
يُساعد هذا الحساب على توحيد ضرائب العقارات، وتوفير مرونة لتلبية الاحتياجات المالية الخاصة بكل منطقة. تخضع معدلات الضرائب السنوية أو الدورية للتعديل، بناءً على عوامل مثل متطلبات الإنفاق الحكومي، الظروف الاقتصادية، والتغيرات في تقييمات العقارات، مما يوفر نهجًا عادلًا ومتوازنًا لتمويل الضرائب المحلية.
على سبيل المثال، إذا قُدرت قيمة عقار بـ 100,000 دولار أمريكي، وحُدد معدل الضريبة عند 50، فتُحسب الضريبة المستحقة على النحو التالي: 100,000 × (50 / 1000) = 5,000. يوفر هذا الحساب البسيط شفافية لدافعي الضرائب، ويساعد البلديات على تحصيل الإيرادات بشكل منتظم.

### المملكة المتحدة
أُقترح في عدة مناسبات كوسيلة لتقسيم الجنيه الإسترليني إلى عشري بموجب نظام "الجنيه والميل" الذي اقترحه عضو البرلمان السير ويليام براون في عام 1855، يُستخدم الميل أحيانًا في المحاسبة.
أشار تقرير عام 1862 الصادر عن اللجنة المختارة للأوزان والمقاييس إلى أن شركة التأمين الإنصافية تحتفظ بحسابات بالمللي (بدلاً من الشلن والبنس) لهذه الأغراض لأكثر من 100 عام. كانت هذه الوحدة، التي تُقدر بجزء من ألف من الجنيه، ستُعادل في قيمتها أصغر عملة معدنية متداولة، وهي الفارذنغ (بقيمة 1⁄960 جنيه).
بحلول الوقت الذي تحولت العملة البريطانية إلى النظام العشري في عام 1971، أُلغي تداول الفارذنغ قبل أحد عشر عامًا، يرجع ذلك جزئيًا إلى تآكل قيمته بسبب التضخم؛ وبالتالي، لم يعد الميل ضروريًا.

### مالطا
تحولت الليرة المالطية إلى النظام العشري عام 1972 وفقًا لنظام "الجنيه والميل". شملت العملات فئات 2 ميل، 3 ميل، و5 ميل من عام 1972 إلى عام 1994، كانت 10 ميل تساوي سنتًا واحدًا. بينما كان من الممكن تحديد الأسعار باستخدام الميلي حتى عام 2008، عندما تحولت البلاد إلى اليورو، إلا أنه عمليًا قُربت هذه الأرقام لأغراض محاسبية.

### فلسطين الانتدابية، إسرائيل، الأردن
الجنيه الفلسطيني، الذي استُخدم كعملة للانتداب البريطاني على فلسطين من عام 1927 إلى عام 1948، مقسمًا إلى 1000 ميل. واحتفظت العملات التي خلفته، الدينار الأردني، بقيمتها. يُسمى فلس. استمر استخدام الفلس الأردني حتى عام 1992، واستمر استخدامه في أسعار السوبر ماركت وعدادات سيارات الأجرة حتى القرن 21.

### هونغ كونغ
بين عامي 1863 و1866 كانت عملة واحد ميل هي الفئة الأدنى التي أصدرتها الحكومة البريطانية في هونغ كونغ؛ وألغيت بسبب عدم شعبيتها.

### قبرص
تحول الجنيه القبرصي إلى النظام العشري باستخدام نظام "الجنيه والميل" عام 1955 واستمر العمل به حتى عام 1983. مع ذلك، توقف استخدام العملات المعدنية التي تقل عن 5 ميل في منتصف 1960. عند تحويلها إلى السنتات عام 1983، سُكت عملة معدنية من فئة نصف سنت، ثم أُلغيت بعد بضع سنوات.

### تونس
تُسك العملات المعدنية من فئات 10، 20، 50، و100 ميل، وهي أجزاء من ألف دينار تونسي. ولا تزال العملات القديمة من فئة 5 مليمات متداولة.

## الوحدات ذات الصلة

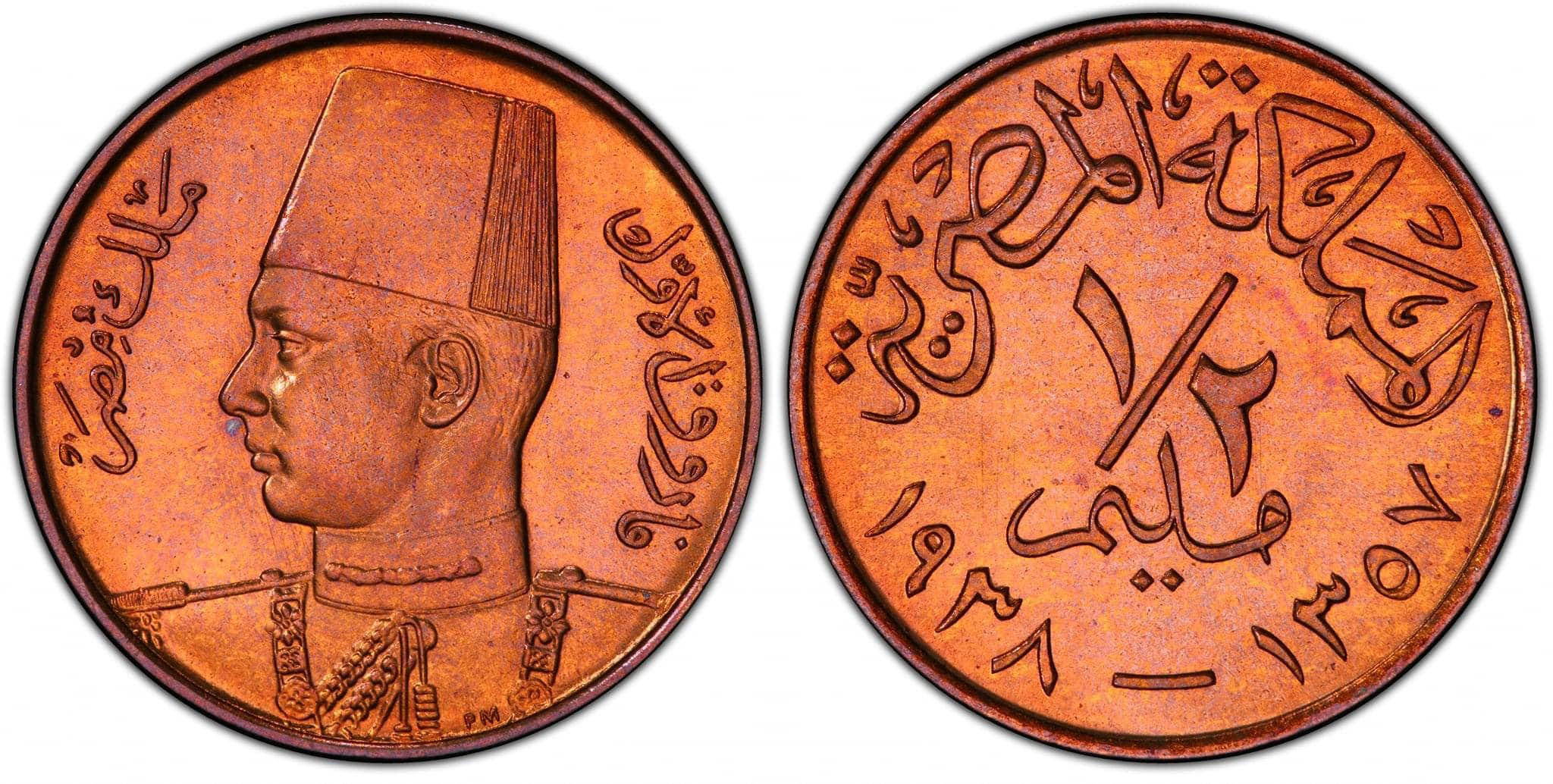
نصف ملييم، مملكة مصر 1938، الملك فاروق الأول

- ينقسم الجنيه المصري إلى 1000 مليم، 10 مليمات تساوي 1 قرش (25 قرشًا هي أصغر عملة معدنية تُسك حاليًا).
- ينقسم الدينار التونسي إلى 1000 مليم (10 مليمات هي أصغر عملة معدنية تُسك حاليًا).
- الدينار الكويتي، الدينار البحريني، الدينار الأردني، والدينار العراقي، مقسمة إلى 1000 فلس. أصغر العملات المعدنية المسكوكة حاليًا هي 5 فلس (الكويت والبحرين)، وربع دينار (الأردن)، و25 دينارًا (العراق).
- الريال العماني ينقسم إلى 1000 بيسة.
- قُسم الدينار الليبي إلى 1000 درهم منذ عام 1971.
- كان الين الياباني يُقسّم سابقًا إلى 1000 رين. في تصميم مُقترح مبكر (ولكن لم يُقبل) لعملة الرين الواحدة، استُخدمت كلمة "ميل" في النص الروماني.

## ملحوظات
1. ↑  The MILL SIGN character in Unicode